# Museum für Schöne Künste (Dünkirchen)

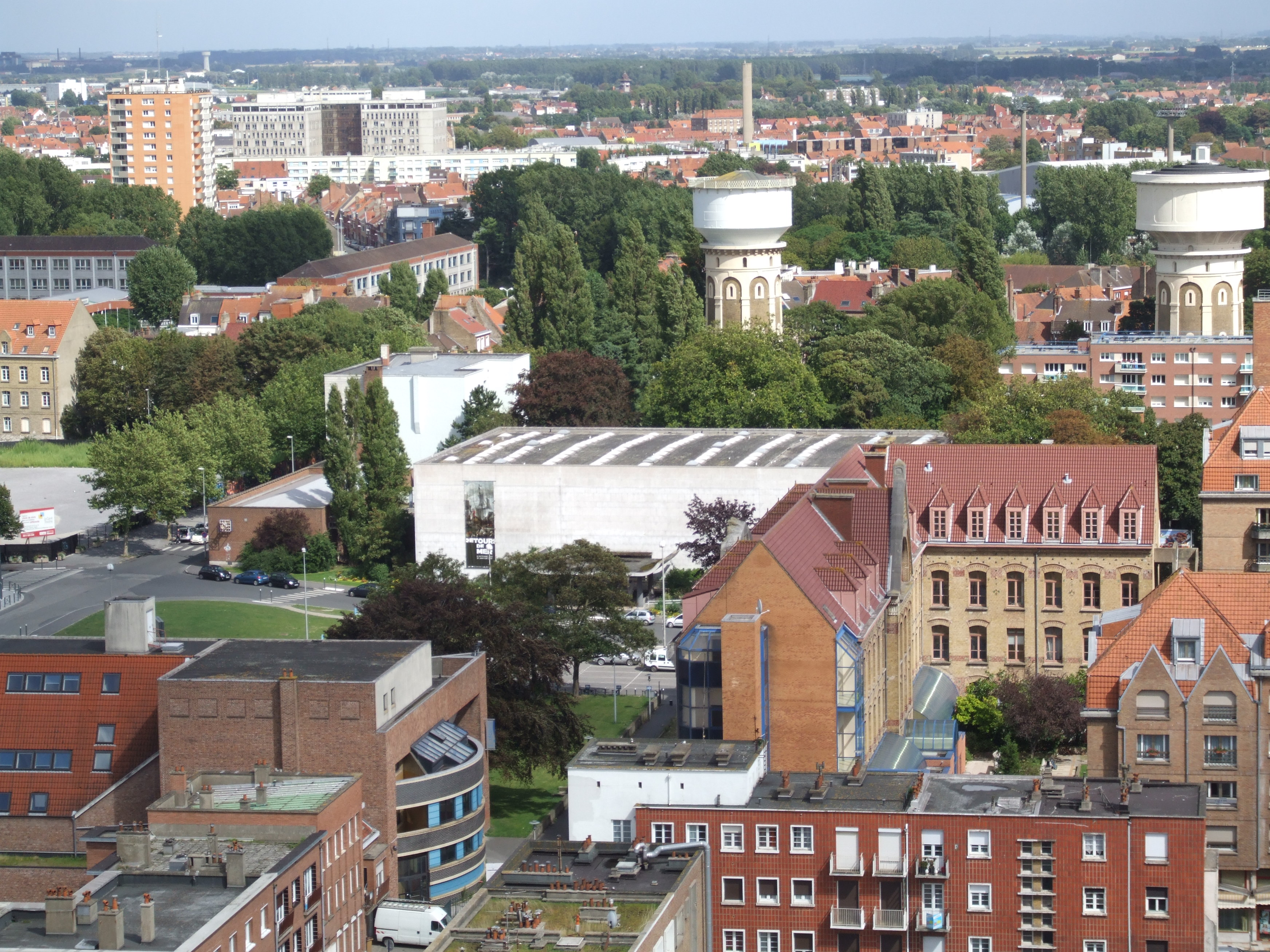
Im Mittelpunkt der weiße Kubus des Museums für Schöne Künste, davor Gebäude der Universität. Blick vom Belfried von Dünkirchen aus.

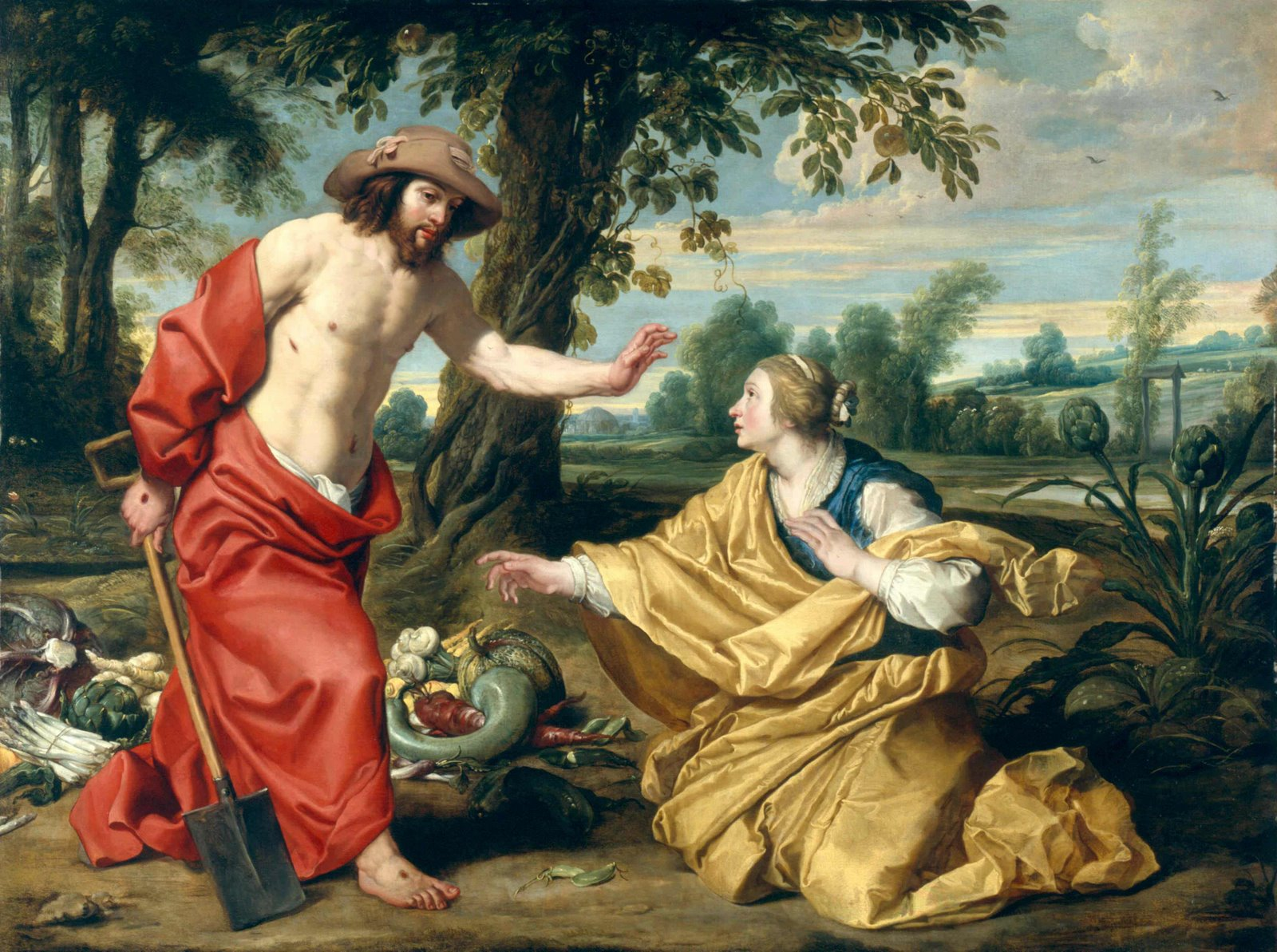
Eines der berühmten Bilder: Noli me tangere, ca. 1620, Personen von
Abraham Janssens, Landschaft von Jan Wildens

Das 1838 gegründete Museum für Schöne Künste in  Dünkirchen (Musée des Beaux-Arts), dessen früherer Bau in der Schlacht von Dünkirchen 1940 zerstört wurde, bereichert seit dem 15. Oktober 1973 wieder die Kulturlandschaft von Dünkirchen. Das Museum ist untergebracht in einem mit weißem Marmor verkleideten, fensterlosen Kubus am Place du Général-de-Gaulle, an dem auch das Stadttheater, das Théâtre Le Bateau Feu Dunkerque, und mehrere Gebäude der Université du Littoral Côte d’Opale errichtet wurden. 
Ein Schwerpunkt der Sammlung und der Ausstellung des Museums liegt bei der flämischen, niederländischen, französischen und italienischen Malerei des 17. und vor allem des 18. Jahrhunderts. Innerhalb Dünkirchens zeigt das Museum für Schöne Künste in der Innenstadt die alte Kunst, das LAAC zwischen Stadt und Hafen die Moderne Kunst von 1940 bis 1980 und im Hafengebiet das FRAC Nord-Pas de Calais die jüngste Sammlung mit zeitgenössischer Kunst.
Trotz seines Namens ist das Museum nur ein Kunstmuseum, wofür es in erster Linie bekannt ist, vielmehr besteht seine Sammlung zu mehr als zur Hälfte aus Objekten der Naturkunde und der Ethnographie. Außerdem existiert ein kleiner Bestand von archäologischen Funden, wie etwa eine ägyptische Mumie aus römischer Zeit.
Im Bereich Naturkunde besitzt es mehr als 10.000 Objekte wie Mineralien und Präparate von Lebewesen, etwa ausgestopfte Tiere. Die mehr als 2.500 Objekte der Völkerkunde sind zu einem erheblichen Teil Zuwendungen der Reeder, Kaufleute und Kapitäne der Hafenstadt, die bei der Gründung des Museums aufgefordert waren, interessante Objekte aus aller Welt mitzubringen. 

## Geschichte des Museums
Das Museum wurde 1838 gegründet und 1841 vom Bürgermeister und zahlreichen Würdenträgern der Stadt eingeweiht. Der damalige Bürgermeister von Dünkirchen, François Gourdin, bat zu dieser Zeit die Kapitäne, Seeleute, Händler, Reeder und Sammler der Stadt dem Museum exotische Objekte, die sie außer aller Welt mitbrachten, zur Verfügung zu stellen. Auch Kolonialbeamte und Militärs sandten Erwerbungen nach Dünkirchen. Das Museum erhielt auch ganze Kunstsammlungen geschenkt oder vererbt. Ebenso wurden Sammlungen und Objekte mit lokalhistorischem Bezug wie Holzschnitte, Münzen, Drucke dem Museum zugewandt. 
Das Museum zog mehrmals um und seine Sammlungen wurden während beider Weltkriege ausgelagert. Im Mai 1940 während der Schlacht um Dünkirchen, durch die die Stadt zu 80 Prozent zerstört wurde, verlor das Museum durch die Bombardierung einen Teil seiner Bestände, vor allem Skulpturen und die großen Gemälde.
Ein Meilenstein war der Neubau des Museums im Jahr 1973. Die Ausstellungsfläche des Museumsgebäudes erstreckt sich über drei Ebenen. 
In den 1980er-Jahren wurde zum ersten Mal eine systematische Erwerbungsstrategie umgesetzt, die sich auf das 17. und 18. Jahrhundert und aus dieser Zeit auf die nördlichen Malschulen und auf französische Bilder konzentrierte.
In der Ausstellungspolitik, in dem Museum kann nur ein Bruchteil des Bestandes gezeigt werden, wandte man sich von dem früheren enzyklopädischen Anspruch ab und versuchte durch wechselnde Präsentationen den Besuchern eher das Gefühl von Genuss und Entdeckung zu verschaffen. So kombiniert etwa die Präsentation Retours de mer vom 21. September 2013 bis 31. Januar 2015 klassische Werke zur Seefahrt aus dem Besitz des Museums mit moderner Kunst zum Thema und ebenfalls mit besonders kunstvollen Stücken aus der ethnographischen Sammlung mit Bezug zum Meer, etwa aus Ozeanien.